# Газета для сельских хозяев
«Газе́та для се́льских хозя́ев» — еженедельная газета, выходившая с 1861 по 1863 год.

## История
Первый номер «Газеты для сельских хозяев» вышел 1 июля 1861 года.
Издателем и редактором газеты был русский ботаник Н. И. Анненков.
Основной аудиторией газеты являлись российские помещики. Публиковала правительственные распоряжения в области сельского хозяйства и крестьянского вопроса, обозрения состояния сельского хозяйства в России и за границей, статьи научного и практического содержания по сельскому хозяйству, а также «Листок народных нужд», посвященный обсуждению возможностей улучшения быта крестьян и обучения их грамоте.
В 1861—1862 году было выпущено 77 номеров.
Издание газеты было прекращено на 11-м номере в 1863 году.